# Ernobius bicolor
Ernobius bicolor is een keversoort uit de familie klopkevers (Anobiidae). De wetenschappelijke naam van de soort is voor het eerst geldig gepubliceerd in 1983 door White.